# Лопес, Луис (легкоатлет)
Луис Альфонсо Лопес Менхивар (исп. Luis Alfonso López Menjivar; род. 18 января 1994, San José Guayabal, Кускатлан) — сальвадорский легкоатлет, специалист по спортивной ходьбе. Выступал на профессиональном уровне в 2010-х годах, победитель и призёр ряда крупных международных стартов, участник летних Олимпийских игр в Рио-де-Жанейро.

## Биография
Луис Лопес родился 18 января 1994 года в муниципалитете Сан-Хосе-Гуайябаль департамента Кускатлан, Сальвадор.
Впервые заявил о себе на международном уровне в сезоне 2011 года, когда вошёл в состав сальвадорской сборной и выступил среди юношей на домашнем центральноамериканском чемпионате в Сан-Сальвадоре.
В 2012 году в ходьбе на 10 000 метров выиграл бронзовую медаль на юниорском центральноамериканском чемпионате в Сан-Сальвадоре, стал четвёртым среди юниоров на чемпионате Центральной Америки и Карибского бассейна в Сан-Сальвадоре.
В 2013 году на Панамериканском кубке в Гватемале занял 13-е место в гонке юниоров на 10 км.
В 2014 году в ходьбе на 20 000 метров стал пятым на центральноамериканском чемпионате в Тегусигальпе.
В 2015 году показал 26-й результат на Панамериканском кубке в Арике, получил серебро на чемпионате Центральной Америки в Манагуа. Представлял Сальвадор на Панамериканских играх в Торонто, где в ходьбе на 20 км закрыл десятку сильнейших.
В 2016 году на международном старте в Мексике пришёл к финишу восьмым, установив при этом свой личный рекорд в дисциплине 50 км — 4:01:59. Стартовал в 20-километровой ходьбе на командном чемпионате мира в Риме, но в конечном счёте сошёл здесь с дистанции, не показав никакого результата. Выполнив олимпийский квалификационный норматив (4:06:00), удостоился права защищать честь страны на летних Олимпийских играх в Рио-де-Жанейро — в программе 50 км был дисквалифицирован за нарушение техники ходьбы (один раз не выпрямил ногу в колене и дважды потерял контакт с поверхностью).
В 2017 году среди прочего финишировал четвёртым на чемпионате Гватемалы, где установил личный рекорд в ходьбе на 20 км — 1:27:50. Принимал участие в Панамериканском кубке в Лиме и в Центральноамериканских играх в Манагуа.
Женат на сальвадорской легкоатлетке Есении Миранде, так же участвовавшей в соревнованиях по спортивной ходьбе на Олимпиаде в Рио.